# Martini Racing

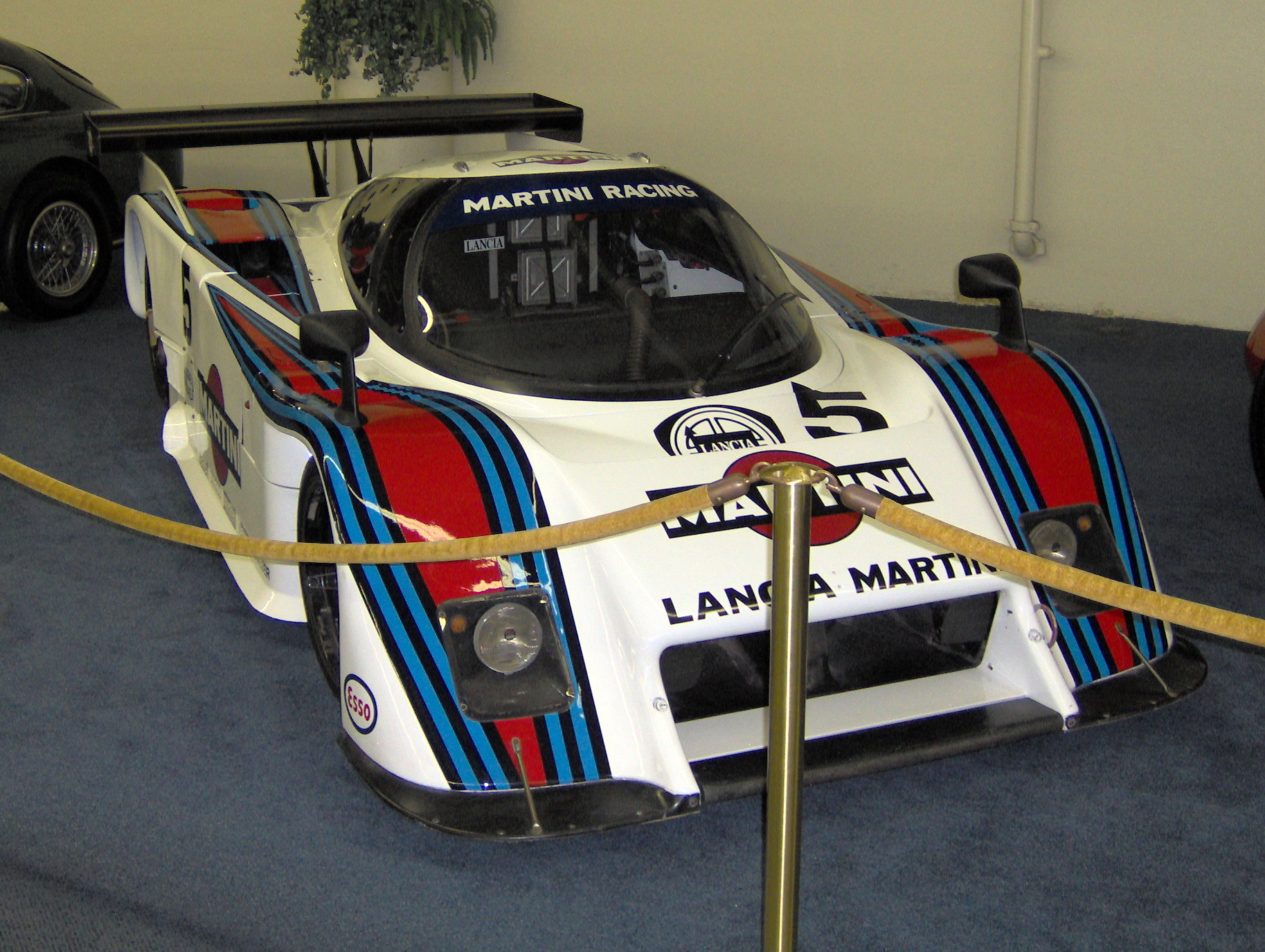
Lancia LC2 de 1983.

Martini Racing es la denominación de equipos de diversas disciplinas de automovilismo patrocinados por la marca de bebidas Martini Rossi. El equipo se fundó en 1968 y compitió en el Campeonato del Mundo de Rally y el Deutsche Tourenwagen Meisterschaft, entre otros. Sus vehículos tenían una característica banda tricolor: azul, celeste y rojo.

## Historia

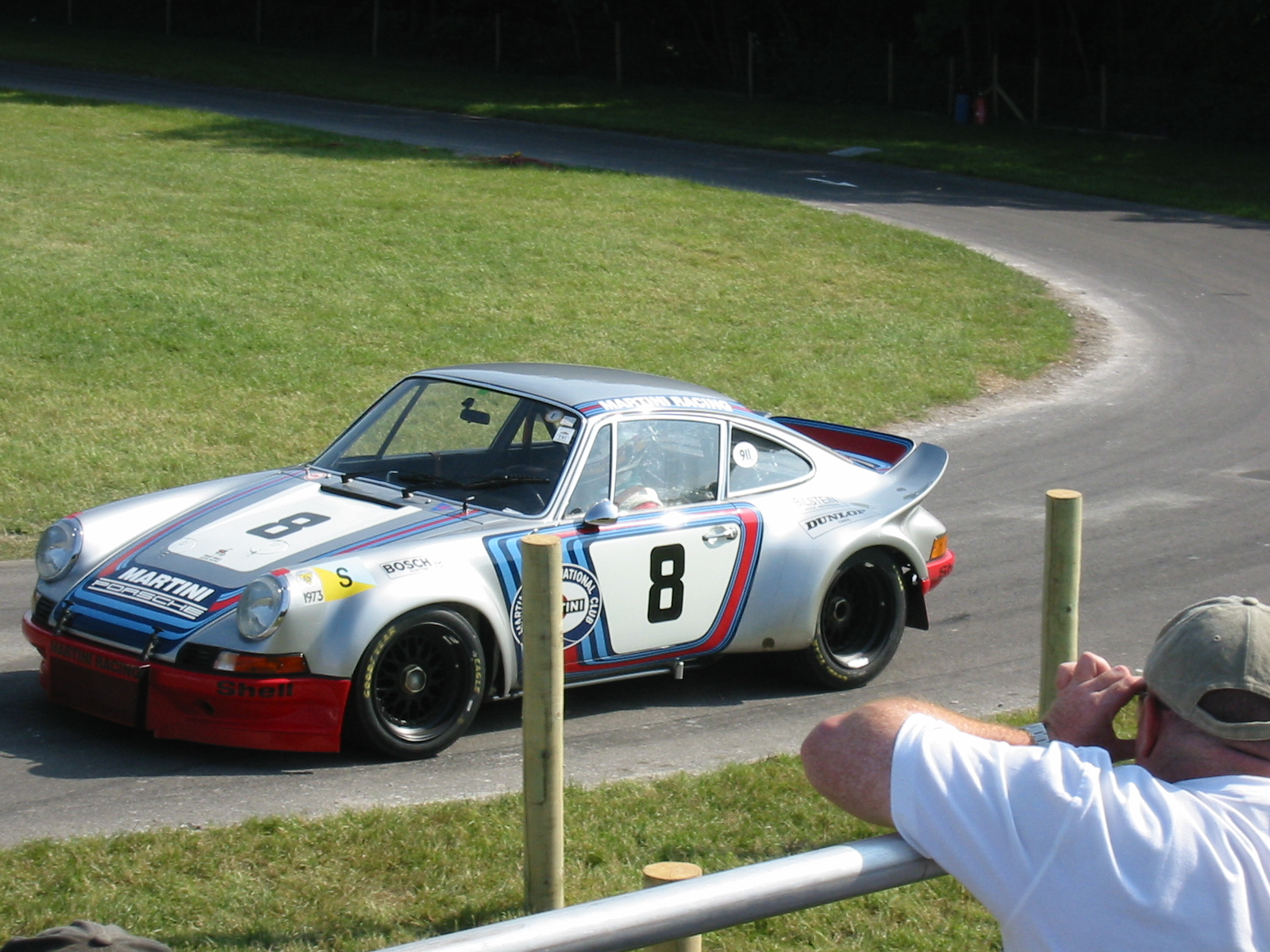
Porsche 911 ganador del Targa Florio de 1973.

Martini hizo su primera aparición en Hockenheimring de 1968. Al año siguiente formó un equipo con dos Porsche 907.
Durante la década de 1970, Martini se alió con Porsche patrocinando el Porsche 917 que ganó las 24 Horas de Le Mans de 1971. Después de un paréntesis de un año en 1972, Porsche y Martini renovaron los lazos en la temporada 1973, patrocinando el Porsche 911 Carrera RS que ganó la Targa Florio por sorpresa. Los coches Martini Porsche ganaron la Le Mans una vez más en 1976 y 1977 con el Porsche 936, así como en muchos otros eventos en la década de 1970, con el Porsche Turbo RSR, 935 y 936. En 1978, Martini solo patrocinaron el equipo para competir en Le Mans, mientras que en 1980 se asociaron con Joest Racing, una vez más solo en Le Mans.
En 1981 Martini Racing apoyó a la italiana Lancia en las carreras de sport prototipo con el Lancia Montecarlo del Grupo 5, Lancia LC1 de Grupo 6 de y Lancia LC2 del Grupo C. Las obras de Martini Lancia cartel controladores incluidos algunos contemporáneos de Fórmula 1 los pilotos, incluidos Michele Alboreto, Teo Fabi y Riccardo Patrese. La asociación duró hasta las 24 Horas de Le Mans de 1986, pero para entonces, Lancia estaba más involucrado con los rallys.
Después de eso, Martini Racing hizo solo breves participaciones carreras de sport prototipos, incluyendo tres temporadas en el Campeonato de la FIA de Sport Prototipos con el Picchio de Gianni Giudici.

### Fórmula 1

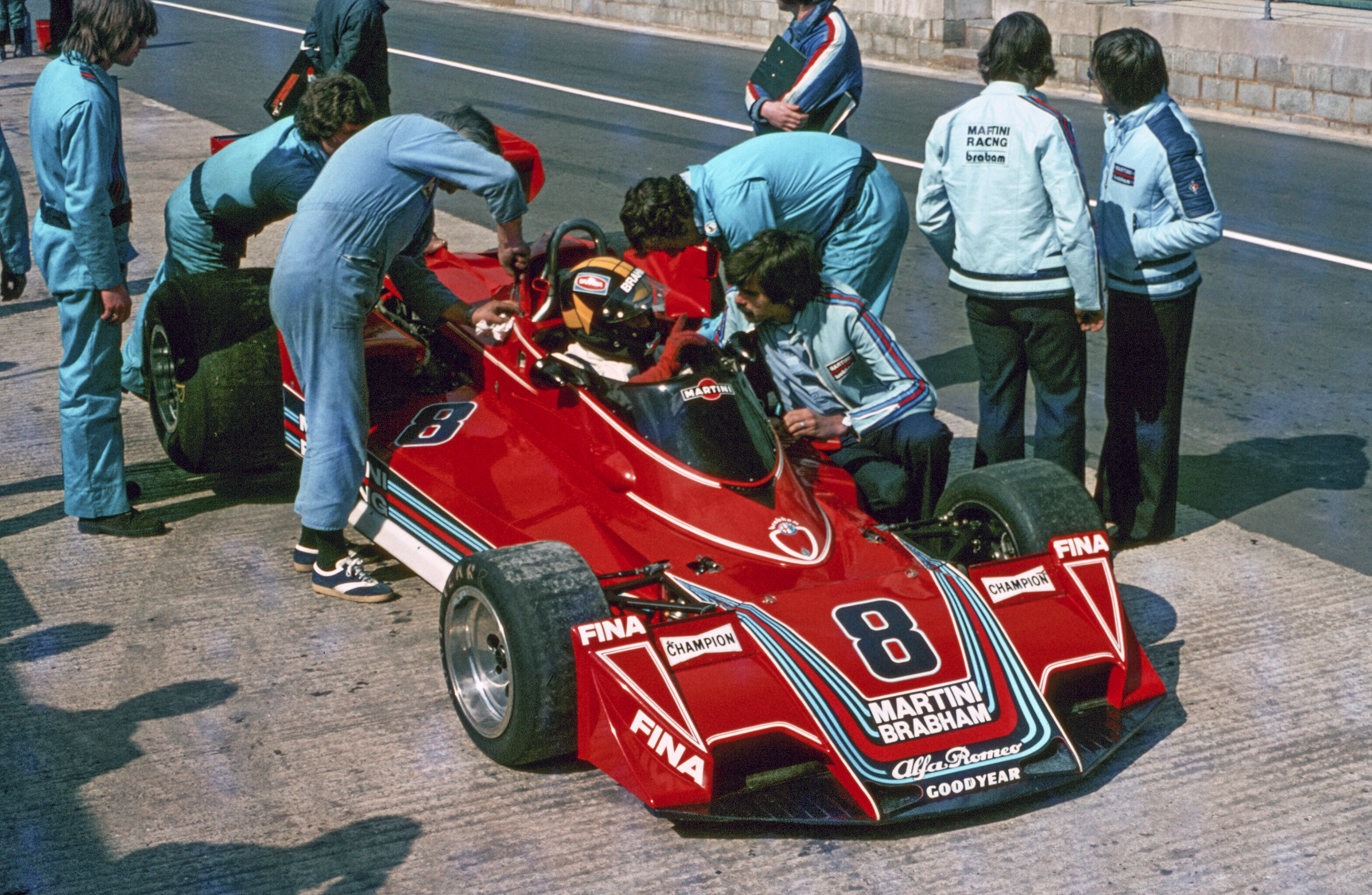
Brabham BT45 patrocinado por Martini.

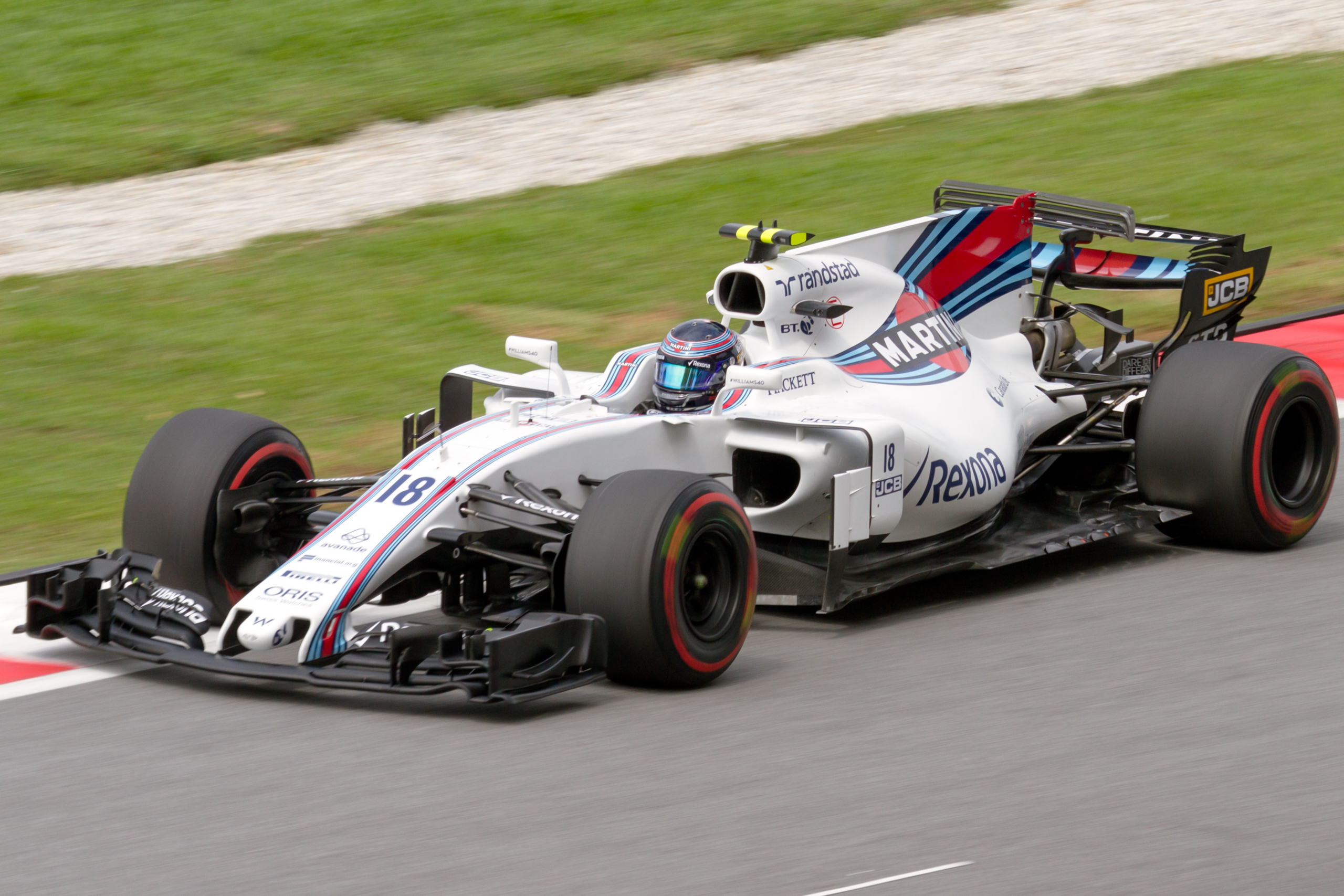
Williams FW40 patrocinado por Martini.

La participación de Martini Racing en la Fórmula 1 comenzó en 1972 con el equipo italiano Tecno. Sin embargo, el coche no era competitivo y Martini se retiró después de las temporadas de 1972 y 1973.
Martini regresó en 1975, patrocinando el equipo Brabham de Bernie Ecclestone. La combinación de colores inicial incorporaba los colores de Martini sobre un fondo blanco en el Brabham BT44B-Cosworth en 1975. El Alfa Romeo V12 BT45 y BT45B se utilizaron para las temporadas 1976 y 1977 y los colores de Martini aparecieron sobre un fondo rojo rosso corsa. Los pilotos como Carlos Reutemann, Carlos Pace, Stuck Hans-Joachim y John Watson todos los condujo para el equipo durante este tiempo.
Para la temporada 1979, el patrocinio de Martini se trasladó a Team Lotus. A pesar de haber ganado el campeonato de 1978 con Mario Andretti y Carlos Reutemann como pilotos, la asociación Martini Lotus no logró una sola victoria y al final del año, Martini se retiró de la F1 una vez más.
Después de un largo descanso de la categoría, la empresa italiana comenzó a patrocinar la Scuderia Ferrari en 2006, con una presencia menor.
En 2014 Martini firmó un contrato con Williams F1 Team para su FW36, y pasó a ser su patrocinador principal. Esta relación duró hasta 2018.

### Rally

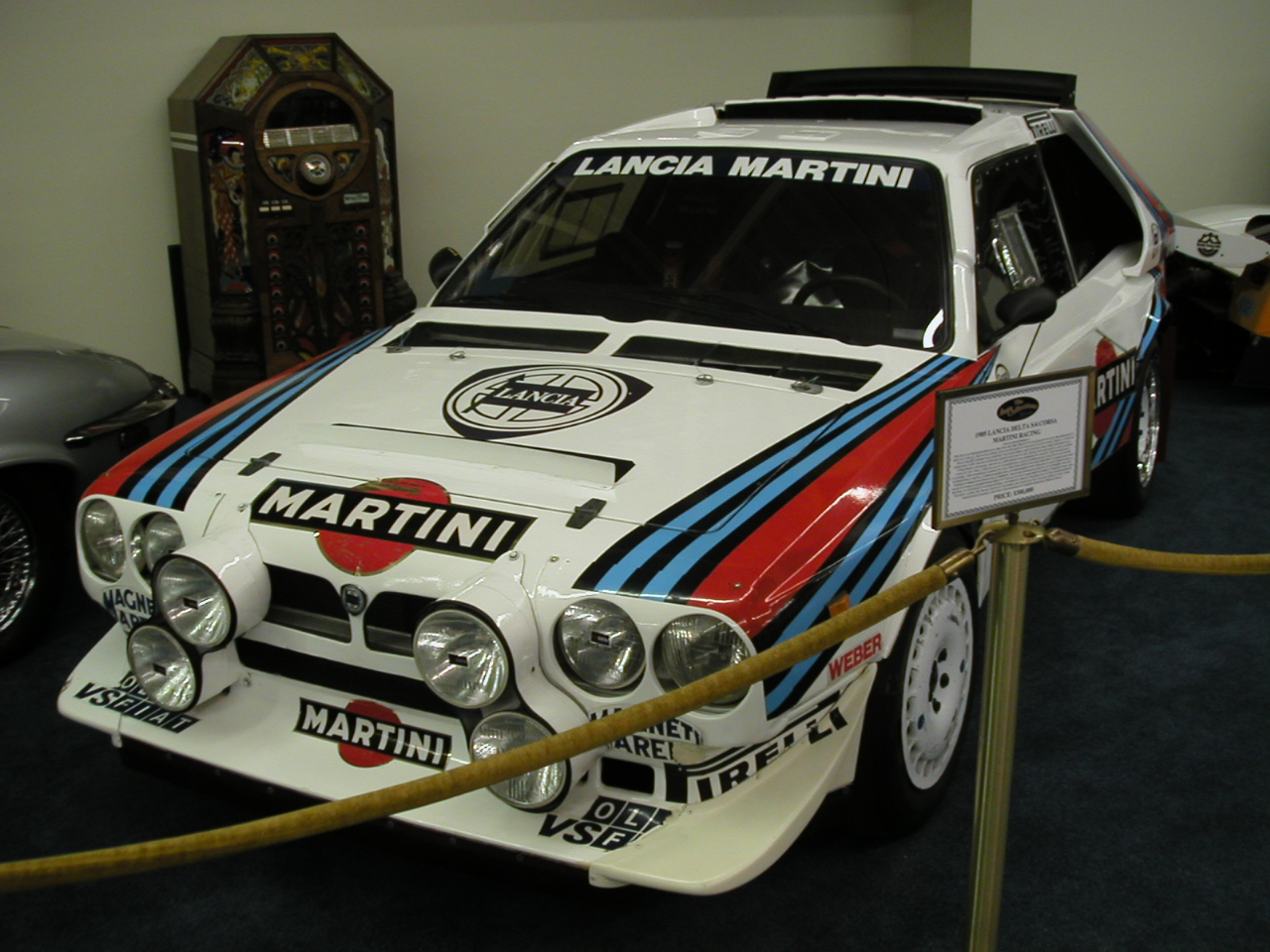
Lancia Delta S4

El primer desafío de Martini en los rallyes fue con Porsche. En 1978, Porsche volvió al Campeonato del Mundo de Rallyes como equipo, compitiendo con un Porsche SC 911 con Björn Waldegard y Vic Preston Jr. en el Rally Safari. El proyecto se quedó en esta participación, donde Preston fue segundo y  Waldegard cuarto.

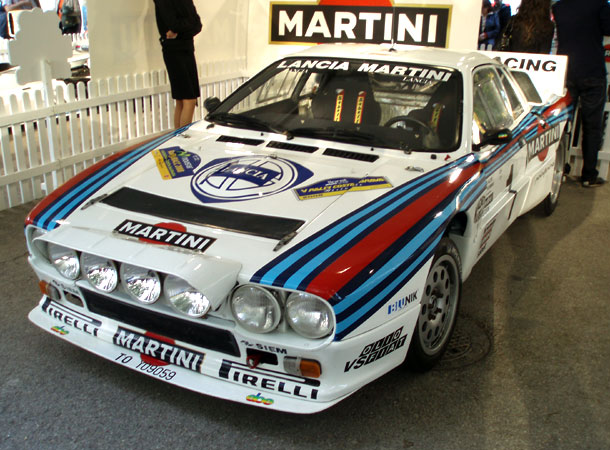
Lancia Rally 037

En 1982, al igual que había hecho un año antes con los turismos, Martini Racing firmó con el equipo oficial de Lancia, el patrocinio de la nueva marca del Lancia 037 de grupo B, con Attilio Bettega y Markku Alen como pilotos. La asociación Lancia Martini en el Campeonato Mundial de Rally fue uno de los más largos, permaneciendo hasta el final de la temporada 1992, con varios coches, incluido el Lancia Delta S4 de Grupo B y el Lancia Delta Integrale de Grupo A ganando rallyes y títulos con pilotos como Juha Kankkunen, Bruno Saby, Massimo Biasion y Didier Auriol. Los coches de Martini Lancia ganó el título de Pilotos en 1987 y 1991 con Kankkunen, y 1988 y 1989 con Biasion, así como el título de Constructores con el Lancia 037 en 1983, y  con el Lancia Delta desde 1987 a 1992.
En los años siguientes, Martini regresó con un programa de patrocinio menor, limitándose al Campeonato Italiano de Rally, donde piloto de Martini Racing, Gianfranco Cunico, ganó desde 1994 hasta 1996 con un Ford Escort Cosworth del Jolly Club. Martini regresó al WRC de manera completa para la temporada 1999 con M-Sport, el equipo de Ford en el Mundial de Rallyes. Con pilotos como Carlos Sainz, Colin McRae y Markko Märtin, los Ford Martini ganaron varios rallyes, pero ningún título. Este acuerdo se interrumpió a finales de 2002.

### Turismos

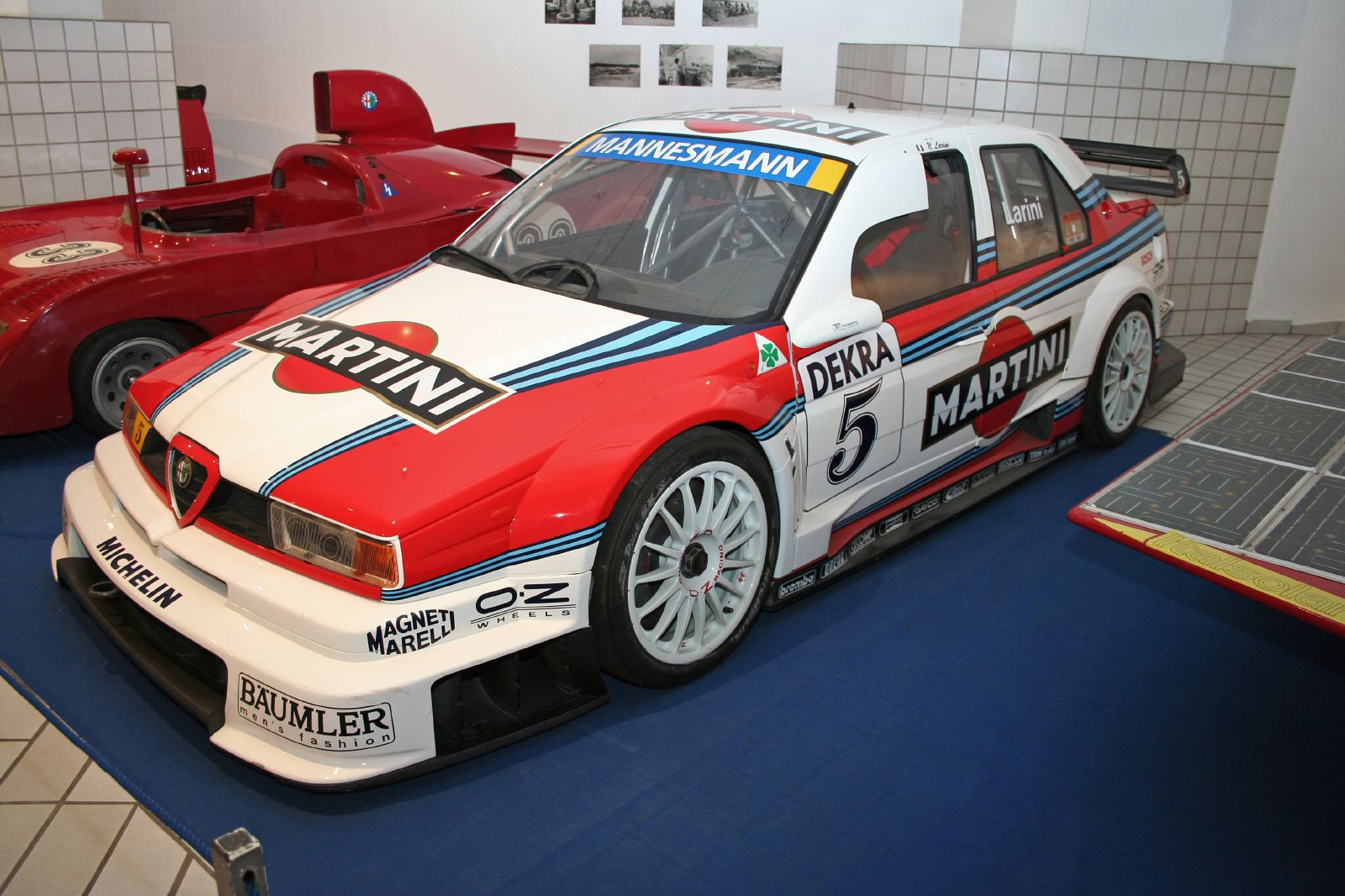
Alfa 155.

No sería hasta 1992 cuando Martini Racing se involucra en Campeonatos de Turismos. La empresa italiana patrocinó a Alfa Romeo que competía con el Alfa Romeo 155 en el Campeonato Italiano de Turismos con Nicola Larini ganando el campeonato.
Esto sirvió para subir un peldaño en las expectativas y competir en la DTM, el campeonato de turismos con sede en Alemania, y aunque solamente compitieron en 1995 para entonces los Alfa Romeo pilotados por Nicola Larini y Alessandro Nannini, expilotos de F1, ya no eran tan competitivos.

## Temporadas y pilotos
Campeonato del Mundo de Rally
| Temporada      | Piloto            | Vehículo                                             | Pruebas Victorias | Posición final | Campeo. Construc. |
| -------------- | ----------------- | ---------------------------------------------------- | ----------------- | -------------- | ----------------- |
| Martini Racing |                   |                                                      |                   |                |                   |
| 1992           | Didier Auriol     | Lancia Delta HF Integrale                            | 10 / 6            | 3º             | 1º                |
| 1992           | Juha Kankkunen    | Lancia Delta HF Integrale                            | 9 / 1             | 2º             | 1º                |
| 1992           | Andrea Aghini     | Lancia Delta HF Integrale                            | 5 / 1             | 7º             | 1º                |
| 1992           | Philippe Bugalski | Lancia Delta HF Integrale                            | 2 / 0             | 13º            | 1º                |
| 1992           | Jorge Recalde     | Lancia Delta HF Integrale                            | 2 / 0             | 10º            | 1º                |
| Martini Lancia |                   |                                                      |                   |                |                   |
| 1991           | Juha Kankkunen    | Lancia Delta HF Integrale 16v                        | 11 / 5            | 1º             | 1º                |
| 1991           | Massimo Biasion   | Lancia Delta HF Integrale 16v                        | 7 / 0             | 4º             | 1º                |
| 1991           | Jorge Recalde     | Lancia Delta HF Integrale 16v                        | 2 / 0             | 9º             | 1º                |
| 1990           | Didier Auriol     | Lancia Delta HF Integrale 16v Lancia Delta Integrale | 8 / 3             | 2º             | 1º                |
| 1990           | Massimo Biasion   | Lancia Delta HF Integrale 16v Lancia Delta Integrale | 7 / 2             | 4º             | 1º                |
| 1990           | Juha Kankkunen    | Lancia Delta HF Integrale 16v Lancia Delta Integrale | 9 / 1             | 3º             | 1º                |
| 1990           | Alessandro Fiorio | Lancia Delta HF Integrale 16v Lancia Delta Integrale | 2 / 0             | 9º             | 1º                |
| 1989           | Massimo Biasion   | Lancia Delta Integrale Lancia Delta HF Integrale 16v | 6 / 5             | 1º             | 1º                |
| 1989           | Markku Alén       | Lancia Delta Integrale Lancia Delta HF Integrale 16v | 3 / 0             | 9º             | 1º                |
| 1989           | Didier Auriol     | Lancia Delta Integrale Lancia Delta HF Integrale 16v | 5 / 1             | 5º             | 1º                |
| 1989           | Jorge Recalde     | Lancia Delta Integrale Lancia Delta HF Integrale 16v | 2 / 0             | 15º            | 1º                |